# Flughafen Porto

i7
i11
i13
Der Flughafen Porto (portugiesisch: Aeroporto Francisco Sá Carneiroⓘ, englisch: Porto Airport, IATA-Code: OPO, ICAO-Code: LPPR) ist ein internationaler Verkehrsflughafen im Norden Portugals nahe der Stadt Porto. Er ist nach dem Flughafen Lissabon der zweitgrößte Verkehrsflughafen des Landes. Benannt wurde er nach dem früheren portugiesischen Ministerpräsidenten Francisco Sá Carneiro, der beim Absturz eines Fluges nach Porto ums Leben kam.

## Lage und Verkehrsanbindung
Der Flughafen liegt etwa 11 Kilometer nordwestlich vom Stadtzentrum entfernt in Pedras Rubras, das zum Stadtgebiet von Maia gehört. Er ist seit 2006 über die Linie E der Metro do Porto direkt an Porto angebunden.

## Passagierterminal
Er besitzt ein einziges Passagierterminal, welches im Jahr 1990 eröffnet wurde. Der Checkin-Bereich mit einer Hochstraße als Zufahrt befindet sich im 3. Stockwerk.
Nach dem Passieren der zentralen Sicherheitskontrolle mit vier Linien werden die Passagiere in den Abflugbereich im 2. Stockwerk geführt. Dieser Bereich umfasst die gesamte Breite des Terminals und enthält die Wartebereiche der Gates, Einkaufsmöglichkeiten und Gastronomiebetriebe.
Die Fluggastbrücken haben jeweils eine Rampe sowohl ins zweite Stockwerk zum Abflugbereich, als auch zum ersten Stockwerk zum Ankunftsbereich.
Im ersten Stockwerk werden die ankommenden Passagiere durch Gänge in den zentralen Ankunftsbereich geführt und gelangen dann ins Erdgeschoss. Dort befinden sich die Gepäckbänder. Hinter der Zollkontrolle befindet sich der öffentliche Teil des Erdgeschosses mit verschiedenen Dienstleistern, dem Taxistand und Busverbindungen. Die Metrostation liegt dem Ankunftsbereich direkt gegenüber und ist mit diesem über ein gläsernes Vordach verbunden.

## Fluggesellschaften und Ziele
Der Flughafen dient unter anderem den Billigfluggesellschaften easyJet und Ryanair als Basis. Daneben bietet TAP Air Portugal zahlreiche innereuropäische Flüge sowie Interkontinentalflüge ab Porto an, betreibt vor Ort aber kein Drehkreuz.
Neben TAP Air Portugal verbinden auch andere Fluggesellschaften den Flughafen Porto mit Flughäfen im deutschsprachigen Raum.

## Verkehrszahlen
| Jahr | Fluggastaufkommen | Fluggastaufkommen | Luftfracht (Tonnen) | Luftfracht (Tonnen) | Kommerzielle Flugbewegungen | Kommerzielle Flugbewegungen |
| ---- | ----------------- | ----------------- | ------------------- | ------------------- | --------------------------- | --------------------------- |
| 2024 | 15.930.000        | 00+4,8 %          | k. A.               | k. A.               | 104.040                     | 0+2,3 %                     |
| 2023 | 15.204.955        | 0+20,3 %          | 38.695              | −10,4 %             | 101.710                     | +12,8 %                     |
| 2022 | 12.637.645        | +116,3 %          | 43.208              | 0+2,1 %             | 90.134                      | +73,9 %                     |
| 2021 | 5.841.856         | 0+31,8 %          | 42.295              | 0+6,6 %             | 51.839                      | +23,5 %                     |
| 2020 | 4.432.963         | 0−66,2 %          | 39.684              | 0−4,6 %             | 41.983                      | −56,5 %                     |
| 2019 | 13.105.339        | 00+9,8 %          | 41.600              | 0+4,6 %             | 96.537                      | 0+4,9 %                     |
| 2018 | 11.939.562        | 0+10,7 %          | 39.755              | 0−4,0 %             | 92.025                      | 0+7,9 %                     |
| 2017 | 10.787.630        | 0+15,0 %          | 41.425              | 41.425              | 85.263                      | +10,2 %                     |
| 2016 | 9.378.082         | 0+16,0 %          | -                   | -                   | 77.361                      | +11,5 %                     |
| 2015 | 8.087.740         | 0+16,7 %          | -                   | -                   | 69.377                      | +11,6 %                     |
| 2014 | 6.930.270         | 00+8,8 %          | -                   | -                   | 62.165                      | 0+6,5 %                     |
| 2013 | 6.372.801         | 00+5,3 %          | -                   | -                   | 58.384                      | 0+1,0 %                     |
| 2012 | 6.050.094         | 00+0,8 %          | -                   | -                   | 57.817                      | 0−2,8 %                     |
| 2011 | 6.003.408         | 6.003.408         | -                   | -                   | 60.070                      | 60.070                      |